# Joanna Grudzińska

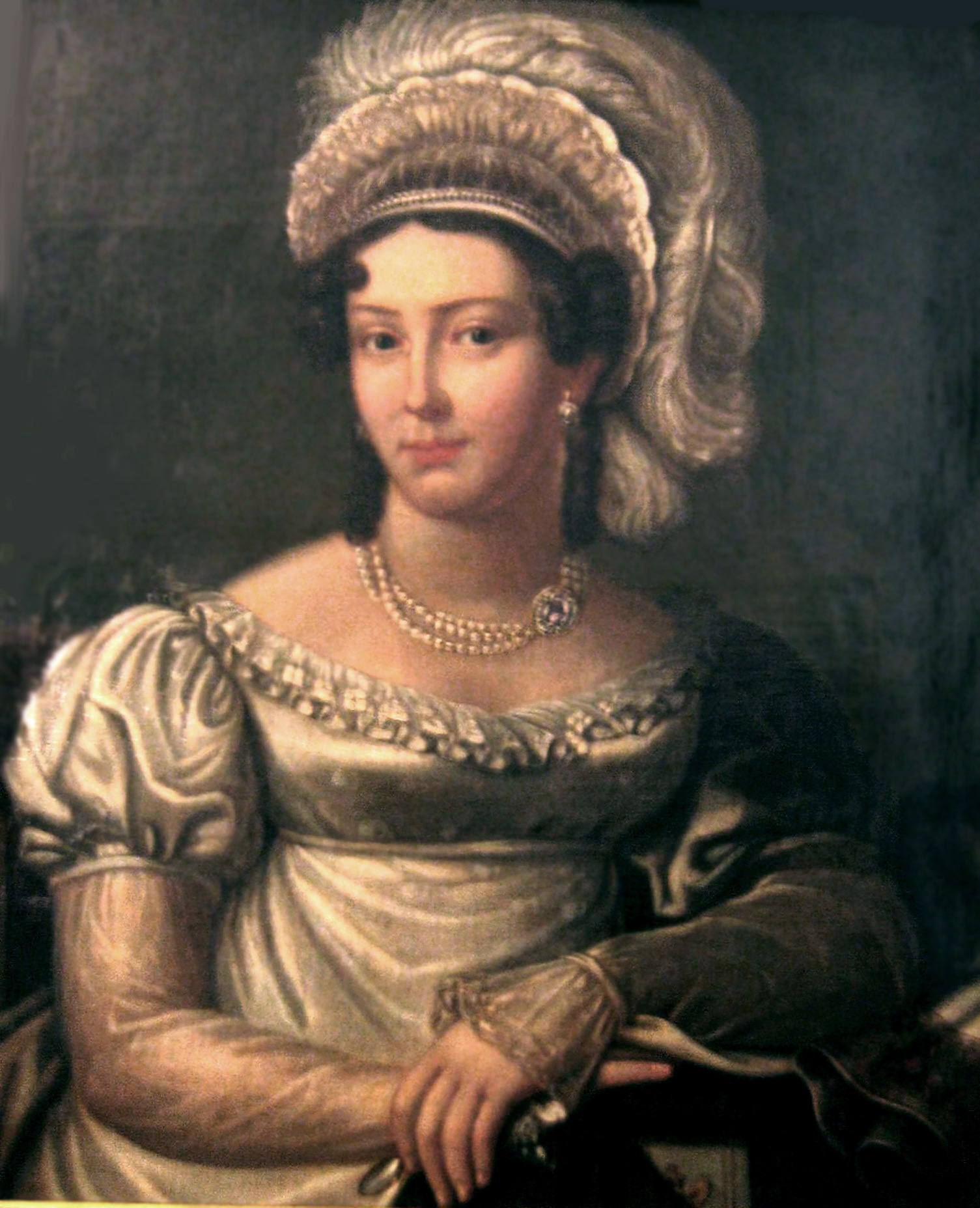
Józef Sonntag: Porträt von Joanna Grudzińska

Joanna Grudzińska (* 17. Mai 1795 in Poznań; † 29. November 1831 in Zarskoje Selo bei Sankt Petersburg) war eine polnische Adlige, Mätresse und die spätere zweite Ehefrau des russischen Großfürsten Konstantin Pawlowitsch Romanow.

## Leben
Joanna Grudzińska war die jüngste Tochter von drei Kindern des Statthalters von Chodzież, Anton Grudziński. Joanna galt als frühreif, intelligent und eine wahre Schönheit.
Auf einem Ball zu Ehren des russischen Zaren Alexander I. lernte sie (1815) dessen jüngeren Bruder, den Großfürsten Konstantin Pawlowitsch Romanow (1779–1831) kennen und ging kurz darauf mit diesem eine Liaison ein. Die seit 1796 bestehende Ehe des Großfürsten Konstantin mit Prinzessin Juliane von Sachsen-Coburg-Saalfeld (1781–1860), einer Schwester des belgischen Königs Leopold I., war nicht glücklich verlaufen. Juliane war aus Russland geflohen, um sich 1813 in Bern niederzulassen. Um eine neue Ehe mit Joanna eingehen zu können, erklärte der Großfürst noch zu Lebzeiten Alexanders I. in einer geheimen Akte vom 14. Januar 1822 seinen Verzicht auf die Thronfolge.
Am 24. Mai 1820 heiratete Joanna Grudzińska in Sankt Petersburg den Großfürsten Konstantin Pawlowitsch, zweiten Sohn des Zaren Paul I. und dessen zweiten Gemahlin, Prinzessin Sophie Dorothee von Württemberg. Die Ehe blieb kinderlos. Mit dem Dekret des Zaren Alexander vom 4. Juli 1820 gingen ehemalige Łowiczer Besitztümer der Primasse an seinen Bruder, den Großfürsten Konstantin, der Erbnutzungsrechte bekam. Am 20. Juli 1820 wurde dann seine Frau, Joanna Grudzińska, zur Fürstin von Łowicz erhoben. Während des Novemberaufstandes im Jahr 1830 galt Joanna Grudzińska den Polen als Verräterin, da sie treu zu ihrem Ehemann stand. Ihre Zwillingsschwester Antonia Anna war dagegen mit dem für den Aufstand verantwortlichen General Dezydery Chłapowski verheiratet.
Das Paar floh nach Białystok, wo Großfürst Konstantin im Juni 1831 an der Cholera starb. Seine Witwe ließ seinen Leichnam nach Sankt Petersburg überführen, wo sie am 17. November 1831 ebenfalls an der Krankheit starb. 1929 wurden ihre Überreste umgebettet und neben ihrer Zwillingsschwester und deren Mann in Rąbin bei Śrem erneut bestattet.

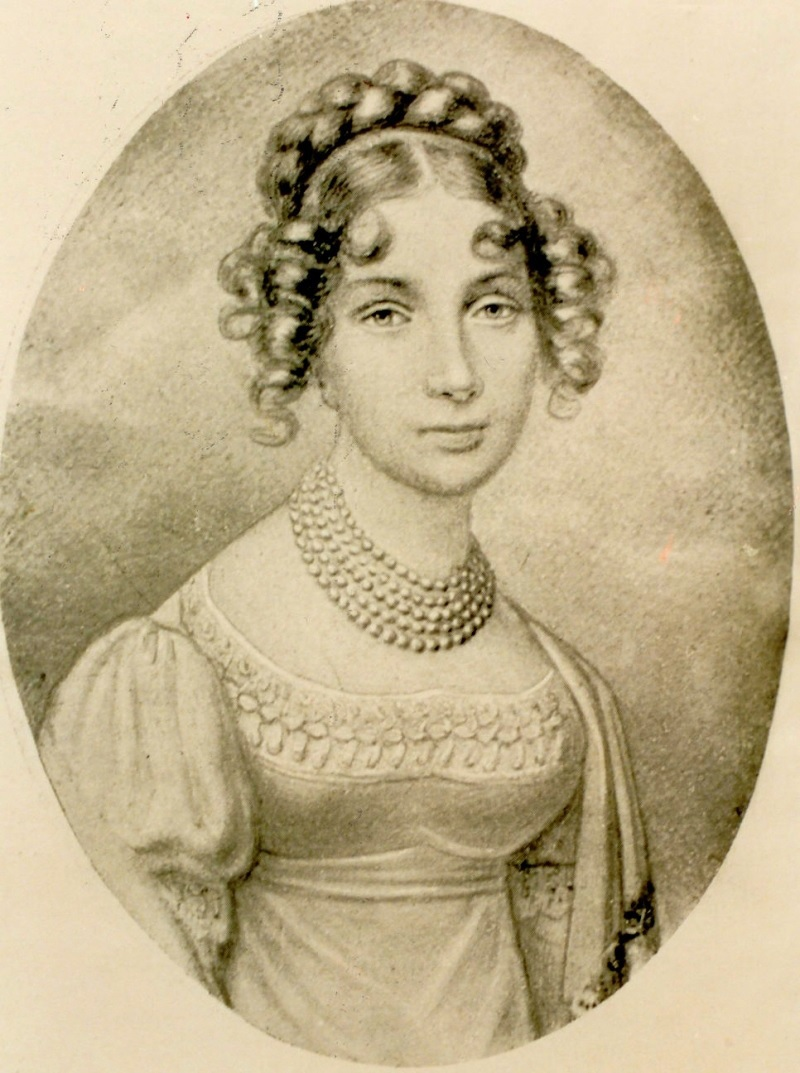
Porträt von Joanna Grudzińska (1821)
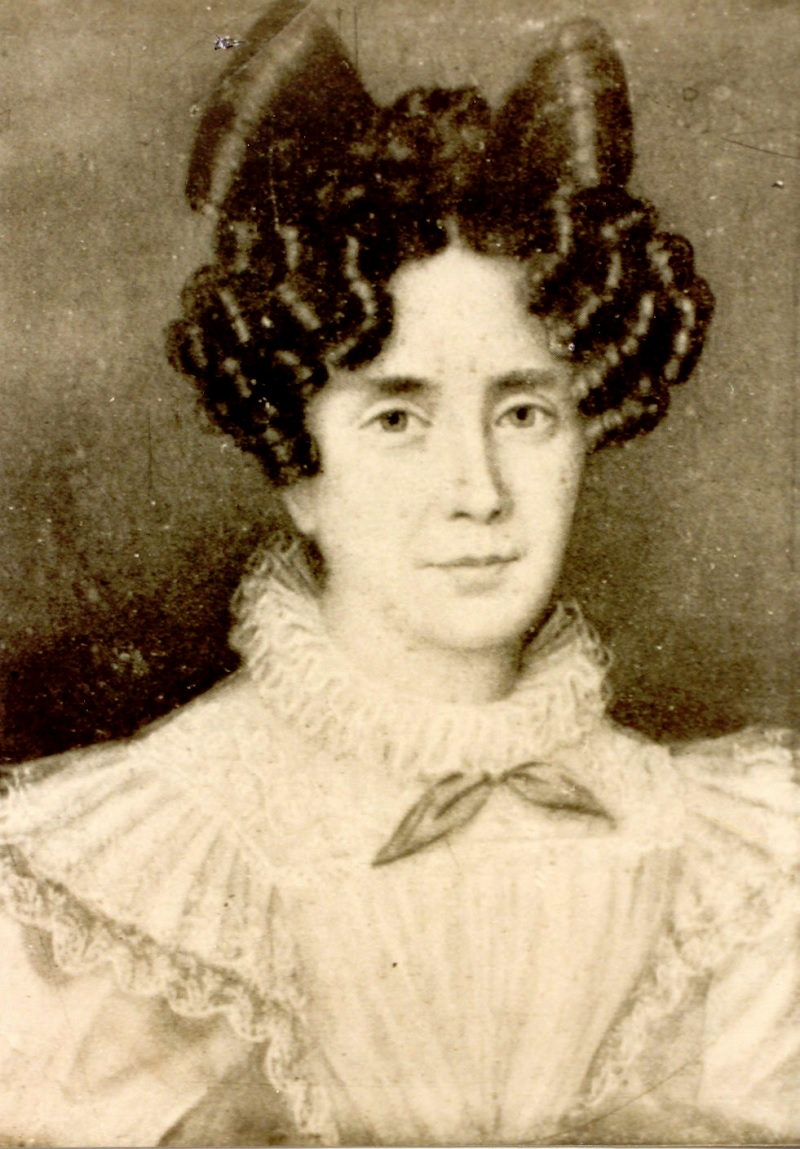
Porträt von Joanna Grudzińska (1831)